# Header (E-Mail)
Eine E-Mail besteht aus dem Header-Abschnitt (von englisch für: „Kopfzeile“) und dem Body (englisch für „Rumpf“, dem eigentlichen Inhalt der Nachricht). Der Header enthält als Pflichtangabe lediglich eine Absenderangabe und das Datum der Erstellung der E-Mail. Darüber hinaus kann der Header einer E-Mail eine Reihe optionaler Angaben enthalten. In der Regel finden sich Informationen über den Weg, den die E-Mail genommen hat, über den Inhalt der Nachricht und deren Format sowie Angaben zu den Empfängern.
Der Header enthält keine für die technische Zustellung einer E-Mail notwendigen Informationen, da diese im Rahmen des Übertragungsprotokolls übermittelt werden. Absender und Empfänger werden hierbei durch den Envelope Sender und Envelope To angegeben. Zumeist sind diese Informationen jedoch auch im Header vorhanden, insb. die ursprüngliche Empfängerangabe (Envelope-To) und der Übertragungsweg (Received).
Der Aufbau einer E-Mail ist im RFC 5322 festgelegt – hier wird im Gegensatz zu vorherigen Standards nicht mehr von header gesprochen, sondern header field für den Inhalt einer einzelnen Kopfzeile und header section für den gesamten Kopfbereich der E-Mail (alle Kopfzeilen zusammen) verwendet, um Verwirrungen zu vermeiden.

## Darstellung und Anzeige

Sichtbarkeiten zwischen den verschiedenen Parteien in einem E-Mail-Header (Von, An, Cc, Bcc)

Viele Empfänger interessieren sich nicht oder nur selten für alle Header-Zeilen. Deshalb zeigen die meisten Mail-Clients normalerweise nur einen kleinen Teil der tatsächlich in der E-Mail enthaltenen Header-Zeilen an. Das sind insbesondere die Zeilen mit den Tags:
From
Absender
To
Empfänger
Cc
weitere Empfänger (sichtbar)
Bcc
weitere Empfänger (werden nicht angezeigt)
Subject
Betreff
Date
Zeitpunkt der Erstellung
Weitere oder alle Header-Zeilen werden in der Regel nur mit der Wahl spezieller Optionen angezeigt. Diese sind je nach Mail-Client sehr unterschiedlich. Bei einigen Mail-Clients (z. B. mutt) lässt sich konfigurieren, welche Header-Zeilen angezeigt werden. Einige E-Mail-Clients ersetzen die Header-Tags bei der Anzeige durch eine landessprachliche Entsprechung.
Adressangaben bestehen in der Regel aus einem Anzeigenamen und der eigentlichen, in spitzen Klammern eingeschlossenen Mailadresse (s. die folgende Beispielmail). Bei den meisten Adressfeldern ist auch eine Liste mehrerer Adressangaben erlaubt. Mitunter stellen E-Mail-Clients gemäß ihrer Konfiguration nur die Anzeigenamen dar.

## Beispielmail
In der folgenden Beispiel-E-Mail werden die Header-Informationen, die von den meisten E-Mail-Programmen angezeigt werden, blau dargestellt. Die zumeist ausgeblendeten Header-Informationen sind orange, der Body ist grau. Die erste Zeile enthält den sogenannten Envelope Sender, der dem Mailserver beim Empfang der Nachricht mitgeteilt wurde – sie ist nicht Teil des Headers, geht ihm aber im mbox-Format voraus und wird auch sonst häufig zusammen mit den Header-Zeilen dargestellt; sie wird im Simple Mail Transfer Protocol (SMTP) nicht als Teil der Mailheader, sondern mit einem speziellen Befehl übertragen. Dabei wird ebenfalls der tatsächliche Empfänger (Envelope To) übertragen. Die beiden über diesen SMTP-Befehl übertragenen E-Mail-Adressen fügen manche Mailserver zusätzlich wie echte Felder im Header ein (z. B. als X-Envelope-From und X-Envelope-To).
| From alex@mailgate.exam.ple Mon Dec 4 17:02:25 2006 | Envelope Sender |
| Received: (qmail 12345 invoked by alias); Mon, 04 Dec 2006 13:51:40 +0000 Received: by server1 (Postfix, from userid 1000) id D344F45681; Mon, 4 Dec 2006 14:51:39 +0100 (CET) | Mehrere „Received“-Zeilen zeigen den Weg, den die E-Mail vom Sender zum Empfänger genommen hat. Jeder Server, der die Mail weiterleitet, fügt seine Kennung und das Datum am Anfang der E-Mail hinzu. |
| Date: Mon, 4 Dec 2006 15:51:37 +0100 | Absendedatum |
| Subject: Der Sinn des Lebens | Betreff der E-Mail |
| Message-ID: <434571BC.8070702@example.net> | Eindeutige Zeichenfolge, die diese E-Mail identifiziert |
| From: Alex Absender <alex@example.net> | Absender |
| To: Erwin Empfaenger <erwin@example.com> | Empfänger |
| Cc: ErwinsSekretariat <sekretariat@example.com> | Empfänger einer Kopie der E-Mail |
| Content-Type: text/plain; charset=UTF-8 | Art und Zeichensatz des Body-Texts |
| In-Reply-To: <134535224@example.com> | Diese E-Mail ist eine Antwort auf die E-Mail mit dieser Message-ID |
| | Die erste Leerzeile trennt die Kopfzeilen vom Nachrichtentext |
| Hallo Erwin, wir müssen einen Termin vereinbaren. Bis dann, Alex | Inhalt („message body“) |

## Mögliche Einträge im Header
Einträge im E-Mail-Header werden durch einen Zeilenumbruch (CRLF) voneinander getrennt. Der E-Mail-Header wird durch eine Leerzeile (CRLF CRLF) vom E-Mail-Body getrennt.

### Return-Path: „Wenn unzustellbar zurück an“
Die optionale Angabe befindet sich in der ersten Zeile des Headers. Sie gibt an, an welche Adresse eine Fehlerbenachrichtigung vom Mailserver zurückgeschickt werden soll. Der Mailserver soll diesen Wert eigenständig mit der Angabe aus dem SMTP-Envelope nachtragen.

### Date: Absendedatum und Uhrzeit
Pflichtangabe nach RFC 5322. Der Zeitpunkt des Absendens der E-Mail. Im einfachsten Fall besteht dieser Eintrag – wie auch andere Zeitangaben im Header – aus mit Leerzeichen getrennten Werten für den Tag (numerisch), der Monatsbezeichnung (englisches Textkürzel), der Jahreszahl (vierstellig), der Uhrzeit (im Format „hh:mm“) sowie deren Abweichung von der koordinierten Weltzeit (UTC). Optional sind die Angaben einer Tagesbezeichnung am Anfang des Eintrags (englisches Textkürzel und Komma) und der Sekunden in Zeitwerten („hh:mm:ss“), wie im obigen Beispiel gezeigt.

### From: Absender
Pflichtangabe nach RFC 5322. Eine oder mehrere durch Kommata getrennte E-Mail-Adressen, die den oder die Absender einer E-Mail bezeichnen. Die meisten E-Mail-Clients unterstützen nur einen einzelnen Absender.

### Sender: Technischer Absender
Das Sender-Feld enthält eine einzelne Absenderadresse und gibt damit die für die tatsächliche Übertragung der E-Mail verantwortliche Mailbox an. Enthält das From-Feld mehrere Adressen, so muss das Sender-Feld angegeben werden. Ansonsten ist es optional und kann verwendet werden, um einen, vom Urheber der Mail abweichenden technischen Absender anzugeben. Beispiel: Die E-Mail-Adresse eines Sekretärs, der eine E-Mail nach Diktat des Chefs verschickt, könnte ins Sender-Feld, die E-Mail-Adresse des Chefs ins From-Feld eingetragen werden. Manche Issue-Tracking-Systeme oder Mailinglistenprogramme verwenden das Sender-Feld, um den technischen Absender anzugeben. Sind Verfasser einer E-Mail und technischer Absender identisch, soll das Sender-Feld nicht verwendet werden.

### Reply-To: Antwortadresse
Eine oder mehrere durch Kommata getrennte E-Mail-Adressen, an die eine Antwort auf die E-Mail geschickt werden soll (falls unterschiedlich zum From-Feld).

### To: Der Empfänger
Eine oder mehrere durch Kommata getrennte E-Mail-Adressen, an die die E-Mail primär gesendet wird. Jedem Adressaten werden auch alle anderen E-Mail-Adressen mitgeteilt.

### CC: Carbon Copy, die Kopie
Eine oder mehrere durch Kommata getrennte E-Mail-Adressen, an die eine Kopie der E-Mail gesendet wird.
Der Begriff kommt vom früher benutzten Durchschlag. Dabei wurden beim Schreiben mit einem harten Stift oder der Schreibmaschine Kopien erstellt, indem mehrere Papierseiten mit jeweils einem Kohlepapier (englisch Carbon für „Kohle“) dazwischen übereinandergelegt wurden.
Beim Schreiben einer E-Mail wird dieses Feld verwendet, um Kopien an einen oder mehrere Empfänger zu senden. Mit einem Eintrag in diesem Feld wird gleichzeitig symbolisiert, dass diese E-Mail sich nicht direkt an diesen Benutzer wendet, sondern lediglich „zur Beachtung“ bzw. „zur Kenntnisnahme“ an ihn versendet wurde. Die Einträge im CC-Feld werden (im Gegensatz zum BCC-Feld) bei allen Empfängern angezeigt und sind somit bekannt.
Umgangssprachlich wird auch ab und an (vornehmlich in den USA) fälschlicherweise Courtesy Copy als Bedeutung für CC benutzt, was so viel wie „Höflichkeitskopie“ bedeutet (englisch courtesy (dt.: „Höflichkeit“) und copy (dt.: „Kopie“)).

### BCC: Blind Carbon Copy, Blindkopie
Die Empfänger von E-Mails an eine oder mehrere durch Kommata getrennte E-Mail-Adressen, die im sogenannten BCC-Feld (von englisch: Blind Carbon Copy, dt. sinngemäß Blindkopie) aufgeführt wurden, erhalten eine Kopie der gesendeten E-Mail, ohne dass ihre Adresse für die anderen angegebenen Empfänger sichtbar wird. Durch die Adressierung im BCC-Feld kann die Privatsphäre der Empfänger von Rund-Mails gewahrt bleiben und sie können z. B. vor der Adressen-Sammlung durch bösartige Dienste, etwa Spambots, geschützt werden.
Da die Adressaten (also auch die BCC-Adressaten) dem Mailserver vor der Übertragung der E-Mail mitgeteilt werden, kann das Prinzip technisch einfach umgesetzt werden: BCC-Adressaten werden als Empfänger genannt, in der anschließend übermittelten E-Mail entfällt dann die BCC-Zeile oder wird verändert übertragen. Die Handhabung der BCC-Zeile ist aber nicht eindeutig vorgegeben. Je nach Implementierung im verwendeten E-Mail-Programm und der beteiligten Mailserver ergeben sich folgende Möglichkeiten:
- Die BCC-Zeile wird vor der Übertragung vollständig aus dem Header der E-Mail entfernt. Die Nachricht wird jedoch trotzdem an alle Empfänger übermittelt. Die BCC-Empfänger sehen beim Eingang der E-Mail nicht, dass sie im BCC-Feld geführt wurden (können dies jedoch leicht erkennen, da sie weder im TO-Feld noch im CC-Feld der empfangenen E-Mail stehen). Durch die entfernte BCC-Zeile ist eine (versehentliche) Identifikation mittels der Programmfunktion „Antworten an alle“ nur gegenüber den TO- und CC-Empfängern, nicht jedoch den anderen BCC-Empfängern möglich. In solch einem Fall ist es sinnvoll, explizit auf BCC-Empfänger hinzuweisen.
- Die in der TO- und CC-Zeile genannten Empfänger erhalten wie oben eine Kopie der E-Mail, aus der die BCC-Zeile entfernt wurde. Die in der BCC-Zeile aufgeführten Adressaten hingegen erhalten eine Kopie, in der die BCC-Zeile erhalten bleibt. Je nach E-Mail-Programm erhält entweder jeder BCC-Adressat eine Kopie, in der nur seine E-Mail-Adresse steht, oder alle Empfänger erhalten die gleiche BCC-Zeile. In letzterem Fall ist es Empfängern einer Blindkopie möglich, alle anderen BCC-Adressaten zu sehen.
- Der Inhalt der BCC-Zeile wird bei der Übertragung entfernt. Personen, welche die E-Mail via BCC erhalten, können sich nicht gegenseitig identifizieren. Allen Empfängern wird aber durch das leere BCC-Feld signalisiert, dass die E-Mail zusätzlich als Blindkopie versendet wurde.

Auch wenn E-Mail-Programme und Server üblicherweise nach der ersten Variante vorgehen, sollte man sich im Zweifelsfall nicht darauf verlassen.

### Subject: Der Betreff
Das Subject (im Deutschen auch Betreff) stellt eine Beziehung des Senders und/oder des Empfängers zu einer Sache, erforderlichen Aktion oder zu einem Ereignis her. Es ist für den Empfänger eine wichtige Kurzinformation über den Inhalt der Mail und sollte daher nicht fehlen. In Anbetracht der steigenden Anzahl unerwünschter E-Mails (UBE/UCE/Spam) wächst die Bedeutung des Betreff-Felds, denn oft lassen sich unerwünschte Nachrichten bereits am Betreff erkennen.

### Message-ID und In-Reply-To
Die Einträge haben das Format '<xxx@domain>' und ähneln einer E-Mail-Adresse. xxx ist ein eindeutiger Bezeichner (unique identifier) der vom Client beim Erstellen eines neuen E-Mail-Dialogs generiert wird. Beim Senden wird <xxx@domain> in das Feld 'Message-ID:' eingetragen. Beim Antworten wird der Inhalt des Felds 'Message-ID:' in das Feld 'In-Reply-To:' übertragen. Beim weiteren Fortfahren des Dialogs wird der Inhalt des 'In-Reply-To:' Felds jeweils weiter in den Header eingetragen. So lassen sich vom Client Dialoge zu einem Thema übersichtlich darstellen.

### Weitere Header-Zeilen
Weitere Informationen werden automatisch in den Header eingefügt, sowohl vom Mailprogramm (Mail User Agent) des Absenders als auch von den an der Leitung der Mail beteiligten Mailservern (Mail Transfer Agents). So lässt sich in der Regel an den Received-Zeilen die Reihenfolge und Adresse aller am Versand beteiligten Mailserver ablesen. Weiterhin erscheinen gegebenenfalls Informationen über eine erfolgte Viren-Prüfung oder Spam-Klassifizierung oder -Filterung in den Header-Zeilen der E-Mail.
Header-Zeilen, die nicht den RFC-Standards entsprechen, wurden ursprünglich mit einem „X-“-Präfix gekennzeichnet, welches für „experimental“ (experimentell) oder „extension“ (Erweiterung) steht. X-Header wurden erstmals 1975 für FTP verwendet und sind bei E-Mails seit mindestens 1982 in Benutzung. Empfänger können Unterschiede zwischen den Informationen in X-Headern zu den Informationen in den Standard-Headern nutzen, um potentiell gefälschte oder unerwünschte E-Mails zu erkennen.
Typische X-Header sind zum Beispiel X-Sender (Absender laut Versandprogramm, kann abweichen vom „Sender“), X-Mailer (zum Versand verwendetes Programm, z. B. „Microsoft Outlook“), oder X-Spam-Status (wurde Spam erkannt?). Viele E-Mail-Server verwenden auch eine Reihe eigener X-Header für zusätzliche spezifische Informationen, so enthalten z. B. mit Microsoft Exchange versandte E-Mails mehrere X-Header die mit X-MS-Exchange- beginnen.
Seit dem RFC 2822, das im Jahr 2001 veröffentlicht wurde, wird jedoch keine Unterscheidung mehr zwischen "X-"-Headern und anderen Headern gemacht.

### Authentizität von Header-Informationen
Wie alle Teile einer E-Mail-Nachricht werden auch Header-Zeilen nicht auf inhaltliche Korrektheit geprüft und bieten daher keine verlässlichen Informationen. Einzig und allein „Envelope To“ ist authentisch und gibt stets an, welche Empfängeradresse der Absender tatsächlich benutzt hat. Die übrigen Header-Einträge sind fälschbar. So setzen findige Spam-Versender in der Regel fingierte Header-Zeilen ein, um die wirkliche Herkunft der E-Mail zu verschleiern oder um Spam-Filter in die Irre zu führen, damit ihre Mails ungefiltert zugestellt werden. Dazu gehören auch Header-Zeilen, die auf ein legitimes Standard-Mailprogramm (und damit einen menschlichen Absender) hindeuten sollen, oder Header-Zeilen, die eine bereits erfolgte Spam-Prüfung vorspiegeln, in der Hoffnung, die Mail werde dann vom Spam-Filter ungeprüft weitergeleitet. Der wichtigste Aspekt hierbei ist jedoch sicher, dass der Absender nicht feststellbar ist, da selbst eine existierende Absenderadresse auf Fälschung basieren kann. Durch neuere Konzepte wie DMARC, DomainKeys Identified Mail (DKIM) und dem Sender Policy Framework (SPF) kommen jedoch auch Header hinzu, die durch kryptographische Signaturen oder externe Prüfbarkeit nicht plausibel gefälscht werden können.